# 김호섭
김호섭(1960년 12월 22일 ~2022년 10월 17일)은 대한민국 물리학자이다. 미국 미주리주립대학에서 원자현미경분야에서 석·박사 학위를 받고 1992년부터 97년까지 미국 IBM왓슨연구소에서 첨단 전자빔기술인 마이크로칼럼 연구에 매진했다. IBM에서 개발한 초소형 전자컬럼을 미국 Etec systems 사에 실무책임자로서 기술이전했다. 2005년부터 영국 캠브리지대학 캐빈디쉬연구소와 초소형전자컬럼기반의 나노리소그라피와 검사기술 관련 공동연구를 진행했다. 마르퀴즈 후즈 후 등 세계인명사전에서 이 분야 최고 권위자로 인정하고 있다. 1999년부터 선문대학교 신소재화학과(현재 정보디스플레이학과), 대학원 나노학과 교수로 재직하였다. 차세대반도체기술연구소장, 차세대PDP기술편가센터장도 역임하였다.

## 학력
- 1992년: University of Missouri-Kansas 물리학 박사 졸업
- 1986년: University of Missouri-Kansas 물리학 석사 졸업
- 1984년: Inha University, Korea, 물리학 학사 졸업

## 경력
- 1992.05~1996.10 IBM T.J.Watson Research Center, NY, 연구원
- 1996.11~2002.02 Etec Systems, Inc. 기술자문
- 2007.03~2009.02 Cambridge University, UK, 방문교수
- 2010.01~2022: 한국SEMI MI분과 위원
- 2010.03~2022: 한국반도체조합 MI분과 위원장
- 1999.03~2009.02: 선문대학교 물리학과 교수
- 2009.03~2013.12: 선문대학교 정보디스플레이학과 교수
- 2014.01~2020.02: 선문대학교 기계ICT융합공학부 교수
- 2020.03~2022.11: 선문대학교 디스플레이반도체공학과 교수

## 수상
- 2006: 마르퀴즈 후주후 등재 (Who's Who in World, Who's Who in Science & Engineering, Who's Who in Asia)
- 2016: 교육부 장관상